# Jeffrey Walker
Jeffrey „Jeff” Walker (ur. 25 marca 1969 w Windle w St Helens) – brytyjski muzyk, kompozytor, autor tekstów, wokalista i instrumentalista, a także grafik, producent muzyczny i felietonista. Jeffrey Walker znany jest przede wszystkim z występów w zespole Carcass, w którym pełnił funkcję basisty, wokalisty i autora tekstów. Wcześniej występował w lokalnym zespole Electro Hippies. W latach 90. XX w. Walker wspólnie z perkusistą Kenem Owenem i gitarzystą Carlo Regadasem stworzył krótkotrwały zespół Blackstar, przekształcony następnie w Blackstar Rising. Od 2006 roku pod pseudonimem El Cynico występuje w meksykańskim zespole Brujeria.
W 2006 roku ukazał się solowy album muzyka sygnowany jako Jeff Walker Und Die Fluffers zatytułowany Welcome To Carcass Cuntry. Na wydawnictwie gościnnie wystąpili m.in.: Bill Steer, Ken Owen, Billy Gould, Shane Embury oraz członkowie fińskiego zespołu HIM. Z kolei sam Walker wystąpił gościnnie na płytach takich zespołów jak: Aborted, Lock Up, Napalm Death, Send More Paramedics, The Black Dahlia Murder oraz To Separate the Flesh from the Bones.
W 1989 roku, w okresie kiedy silnie rozwijał się death metal i grindcore Jeff Walker wspólnie z Billem Steerem z grupy Carcass założył wytwórnie płytową Necrosis Records, która z czasem stała się częścią dużej Wytwórni Earache Records. Nakładem Necrosis Records ukazały się płyty takich zespołów jak: Electro Hippies, Cadaver, Carnage i Repulsion.
Jako grafik współpracował m.in. z zespołami Axegrinder, Carnage, Diamanthian i Incarnator. Najpopularniejszą pracą muzyką jest prawdopodobnie okładka zdobiąca płytę Scum formacji Napalm Death. Walker wystąpił też w serialu komediowym S-F Czerwony karzeł (ang. Red Dwarf) w odcinku "Timeslides" (5. odcinek, 3. seria). Od 2004 roku pracuje jako felietonista Decibel Magazine. W 2009 roku muzyk został sklasyfikowany na 42. miejscu listy 50 najlepszych heavymetalowych frontmanów wszech czasów według Roadrunner Records.

## Filmografia
- 666 – At Calling Death (1993, film dokumentalny, reżyseria: Matt Vain)